# Raiders of the Lost Ark (soundtrack)
Raiders of the Lost Ark (Original Motion Picture Soundtrack) is de originele soundtrack, gecomponeerd en gedirigeerd door John Williams voor de film Raiders of the Lost Ark uit 1981 van Steven Spielberg. Het album werd uitgebracht in 1981 door Columbia Records.
De partituur werd uitgevoerd door het London Symphony Orchestra. De orkestraties werden gedaan door Herbert W. Spencer en aanvullende orkestraties door Al Woodbury. Het album werd opgenomen in de Anvil Recording Studios, Londen en geremixt bij Twentieth Century Fox Studios, Los Angeles.
Het album won tijdens de 24e Grammy Awards-uitreiking, de categorie: Best Album of Original Score Written for a Motion Picture or a Television Special (Beste film- of tv-soundtrack).

## Tracklijst
| 1.                 | Raiders Of The Lost Ark | 6:03 |
| 2.                 | Flight From Peru        | 2:23 |
| 3.                 | The Map Room: Dawn      | 3:55 |
| 4.                 | The Basket Game         | 4:47 |
| 5.                 | The Well Of The Souls   | 4:57 |
| 6.                 | Desert Chase            | 7:41 |
| 7.                 | Marion's Theme          | 3:10 |
| 8.                 | The Miracle Of The Ark  | 6:11 |
| 9.                 | The Raiders March       | 2:29 |
| Totale duur: 41:36 |                         |      |

### Heruitgave van DCC Compact Classics
De soundtrack werd in 1995 opnieuw uitgebracht in een uitgebreide editie door DCC Compact Classics.

| 1.                 | The Raiders March                    | 2:50 |
| 2.                 | Main Title: South America, 1936      | 4:10 |
| 3.                 | In the Idol's Temple                 | 5:26 |
| 4.                 | Flight from Peru                     | 2:20 |
| 5.                 | Journey to Nepal                     | 2:11 |
| 6.                 | The Medallion                        | 2:55 |
| 7.                 | To Cairo                             | 1:29 |
| 8.                 | The Basket Game                      | 5:04 |
| 9.                 | The Map Room: Dawn                   | 3:52 |
| 10.                | Reunion and the Dig Begins           | 4:10 |
| 11.                | The Well of the Souls                | 5:28 |
| 12.                | Airplane Fight                       | 4:37 |
| 13.                | Desert Chase                         | 8:15 |
| 14.                | Marion's Theme                       | 2:08 |
| 15.                | The German Sub / To the Nazi Hideout | 4:32 |
| 16.                | Ark Trek                             | 1:33 |
| 17.                | The Miracle of the Ark               | 6:05 |
| 18.                | The Warehouse                        | 0:56 |
| 19.                | End Credits                          | 5:20 |
| Totale duur: 73:35 |                                      |      |

### Heruitgave van Concord Records
De soundtrack werd in 2008 uitgebracht door Concord Records in een vorm van een boxset. De set bevat de originele soundtracks van de filmreeks, uitgebreid en geremasterd, inclusief materiaal dat nog nooit eerder op cd is verschenen.

| 1.                 | In the Jungle                                | 4:13 |
| 2.                 | The Idol Temple                              | 3:56 |
| 3.                 | Escape from the Temple                       | 1:34 |
| 4.                 | Flight from Peru                             | 2:24 |
| 5.                 | Washington Men / Indy's Home                 | 1:06 |
| 6.                 | A Thought for Marion / To Nepal              | 2:12 |
| 7.                 | The Medallion                                | 2:55 |
| 8.                 | Flight to Cairo                              | 1:30 |
| 9.                 | The Basket Game                              | 5:02 |
| 10.                | Bad Dates                                    | 1:14 |
| 11.                | The Map Room: Dawn                           | 3:53 |
| 12.                | Reunion in the Tent / Searching for the Well | 4:02 |
| 13.                | The Well of the Souls                        | 5:28 |
| 14.                | Indy Rides the Statue                        | 1:09 |
| 15.                | The Fist Fight / The Flying Wing             | 4:37 |
| 16.                | Desert Chase                                 | 7:33 |
| 17.                | Marion's Theme / The Crate                   | 2:10 |
| 18.                | The German Sub                               | 1:23 |
| 19.                | Ride to the Nazi Hideout                     | 3:20 |
| 20.                | Indy Follows the Ark                         | 1:40 |
| 21.                | The Miracle of the Ark                       | 6:07 |
| 22.                | Washington Ending & Raiders March            | 6:52 |
| Totale duur: 74:20 |                                              |      |

## Hitnoteringen

### NPO Klassiek Filmmuziek Top 200
| Als Indiana Jones in de NPO Klassiek Filmmuziek Top 200 | Als Indiana Jones in de NPO Klassiek Filmmuziek Top 200 | Als Indiana Jones in de NPO Klassiek Filmmuziek Top 200 | Als Indiana Jones in de NPO Klassiek Filmmuziek Top 200 | Als Indiana Jones in de NPO Klassiek Filmmuziek Top 200 | Als Indiana Jones in de NPO Klassiek Filmmuziek Top 200 | Als Indiana Jones in de NPO Klassiek Filmmuziek Top 200 | Als Indiana Jones in de NPO Klassiek Filmmuziek Top 200 | Als Indiana Jones in de NPO Klassiek Filmmuziek Top 200 | Als Indiana Jones in de NPO Klassiek Filmmuziek Top 200 |
| Jaar                                                    | 2017                                                    | 2018                                                    | 2019                                                    | 2020                                                    | 2021                                                    | 2022                                                    | 2023                                                    | 2024                                                    | 2025                                                    |
| ------------------------------------------------------- | ------------------------------------------------------- | ------------------------------------------------------- | ------------------------------------------------------- | ------------------------------------------------------- | ------------------------------------------------------- | ------------------------------------------------------- | ------------------------------------------------------- | ------------------------------------------------------- | ------------------------------------------------------- |
| Positie                                                 | 29                                                      | 16                                                      | 10                                                      | 19                                                      | 16                                                      | 15                                                      | 17                                                      | 19                                                      | 19                                                      |